# يان وايت (لاعب دارت)
يان وايت (بالإنجليزية: Ian White)‏ هو لاعب دارت بريطاني، ولد في 17 أغسطس 1970 في إنجلترا في المملكة المتحدة.

## وصلات خارجية
- يان وايت على موقع DartsDatabase.co.uk (الإنجليزية)